# Quattro figlie (film 2023)
Quattro figlie (Les Filles d'Olfa) è un film docu-drama del 2023 scritto e diretto da Kaouther Ben Hania.
Ha vinto l'Œil d'or al 76º Festival di Cannes ed è stato candidato all'Oscar al miglior documentario.

## Trama
Nell'aprile 2016, i media si interessano alla vicenda di Olfa Hamrouni, una madre tunisina le cui due figlie maggiori, le adolescenti Rahma e Ghofrane, un giorno scompaiono, partite per la Libia per unirsi l'ISIS dopo essersi radicalizzate.
La regista Kaouther Ben Hania gira un documentario in stile "mosca-sul-muro", intervistando Olfa e le altre due figlie a casa loro, ma non è soddisfatta del risultato. Rendendosi conto che «quel che mi interessava di più era accaduto nel passato», decide anni dopo di tornare sul luogo delle riprese e far impersonare Rahma e Ghofrane, nonché Olfa stessa, a delle attrici professioniste, che verranno poi dirette dalla vera Olfa in una ricostruzione del loro rapporto madre-figlie, per indagare non solo le ragioni del gesto delle due giovani ma la società tunisina in generale.

## Produzione
Le riprese della parte drammatizzata si sono svolte in un hotel abbandonato a Tunisi.

## Distribuzione
Il film è stato presentato in anteprima il 19 maggio 2023 in concorso al 76º Festival di Cannes.

## Riconoscimenti
- 2024 – Premio Oscar
  - Candidatura per il miglior documentario
- 2023 – Festival di Cannes[1][3]
  - L'Œil d'or
  - Premio François-Chalais
  - Prix de la Citoyenneté
  - Prix du Cinéma positif
  - In concorso per la Palma d'oro
- 2023 - Gotham Independent Film Awards
  - Candidatura al miglior documentario
- 2024 – Premio César[4]
  - Miglior documentario
- 2024 – Premio Lumière[5][6]
  - Miglior documentario
  - Candidatura per la migliore musica ad Amine Bouhafa